# Walking on a Dream
Walking on a Dream — дебютный альбом австралийской электронной группы Empire of the Sun, выпущенный компанией Capitol Records в 2008 году.

## Об альбоме
Walking on a Dream писался и микшировался в течение 2007 года в Soundworks Music Studio, Сидней, при участии Питера Мэйса и Криса Валледжо (Linear Recording).
Заглавный сингл с альбома, «Walking on a Dream», стал доступен в цифровом формате 30 августа 2008 года. Он получил эфирное время для многих радиостанций и вскоре занял 10-ю позицию в Australian ARIA Singles Chart. Второй сингл, «We are the People», достиг 24-й строчки. В сентябре 2009 года эта композиция использовалась в рекламе телевизоров Vizio. Третий сингл, «Standing on the Shore», стал доступен через iTunes 12 июня и в остальных форматах 23 июня 2009 года. В клипе на «Half Mast» снялась актриса Тереза Палмер.
Walking on a Dream занял 8-ю строчку в ARIA Charts и 21-ю в UK Albums Chart.
Альбом получил трижды платиновый статус в Австралии и золотой статус в Великобритании, Германии и Ирландии.
По итогам ежегодного голосования слушателей австралийского радио Triple J, в Топ100 2008 года попали «We are the People» (68-е место) и «Walking on a Dream» (4-е место). На церемонии ARIA Music Awards 2009 альбом был представлен в одиннадцати номинациях, в том числе и в «Альбом года». 20 ноября 2009 года вышло специальное издание альбома с ремиксами, би-сайдами и неизданными треками.
Композиция «Walking on a Dream», использованная в 2016 году в рекламе Honda Civic, вернулась в чарты (№ 30 в Digital Songs, № 88 в Billboard Hot 100) и стала первым хитом Empire of the Sun, покорившей американский чарт — Hot Dance Club Songs. Сингл имеет пятикратно платиновый статус продаж в Австралии, платиновый — в США, золотой — в Италии, серебряный — в Британии.
В честь своего десятилетия альбом был издан на виниле с возможностью скачивания ранее неизданного трека «Chrysalis».

## Оформление
Оформление альбома, а также костюмы и раскрас Стила и Литтлмора базируются на постерах к фильмам «Звёздные войны» и «Индиана Джонс», а также на традициях Пекинской оперы.

## Отзывы критиков
На Metacritic альбом получил оценку в 61 %. Мартин Робинсон в своём обзоре для NME описал их дебют как «нелепый, но их песни требуют, чтобы к ним отнеслись серьёзно — как к Принсу, Ultravox и Боуи. И да, они похожи на MGMT — и в этом они великолепны». Under the Radar также оценил альбом положительно, охарактеризовав его как «в высшей степени наглядный опыт». Rolling Stone Australia оценил альбом в 3,5 из 5 — «великолепный, грустный электропоп», — но отметила: «в туманной второй половине альбома отыскать золото труднее».
Смешанную реакцию вызвала главным образом вторая половина альбома, особенно пятый трек «Delta Bay»; Майк Орм из Pitchfork Media отмечает: «сложные, эфирные мелодии „We are the People“ резко умирают в „Delta Bay“, звучащей как „Thriller“, спетый кошками». PopMatters посчитали так же: «„We are the People“ доказывает, что дуэт способен создавать великую музыку… Жаль, что песня выливается в „Delta Bay“… Почему вы сделали именно так?».

## Список композиций
| №   | Название                  | Автор(ы)                           | Перевод               | Длительность |
| --- | ------------------------- | ---------------------------------- | --------------------- | ------------ |
| 1.  | «Standing on the Shore»   | Люк Стил, Ник Литтлмор, Питер Мэйс | Стоя на берегу        | 4:23         |
| 2.  | «Walking on a Dream»      | Стил, Литтлмор, Джонатан Слоан     | Гуляя во сне          | 3:16         |
| 3.  | «Half Mast»               | Стил, Литтлмор, Слоан, Мэйс        | На полпути            | 3:54         |
| 4.  | «We Are the People»       | Стил, Литтлмор, Слоан              | Мы - люди             | 4:27         |
| 5.  | «Delta Bay»               | Стил, Литтлмор, Мэйс               | Бухта Дельта          | 3:12         |
| 6.  | «Country»                 | Литтлмор                           | Область \ Территория  | 5:04         |
| 7.  | «The World»               | Стил, Литтлмор, Мэйс               | Мир                   | 4:36         |
| 8.  | «Swordfish Hotkiss Night» | Стил, Литтлмор, Мэйс               | Ночь поцелуев меч-рыб | 3:55         |
| 9.  | «Tiger by My Side»        | Стил, Литтлмор, Мэйс               | Тигр возле меня       | 5:47         |
| 10. | «Without You»             | Стил, Литтлмор, Слоан              | Без тебя              | 5:00         |

| №   | Название                                            | Автор(ы)              | Длительность |
| --- | --------------------------------------------------- | --------------------- | ------------ |
| 1.  | «Breakdown»                                         | Стил, Литтлмор, Мэйс  | 2:40         |
| 2.  | «Romance to Me»                                     | Литтлмор              | 3:26         |
| 3.  | «Walking on a Dream (Sam La More 12" Remix)»        | Стил, Литтлмор, Слоан | 7:52         |
| 4.  | «Standing on the Shore (Losers Remix)»              | Стил, Литтлмор, Мэйс  | 6:39         |
| 5.  | «We Are the People (The Shapeshifters Vocal Remix)» | Стил, Литтлмор, Слоан | 8:17         |
| 6.  | «Without You (New Version)»                         | Стил, Литтлмор, Слоан | 3:32         |
| 7.  | «Swordfish Hotkiss Night (Eron Mezza Remix)»        | Стил, Литтлмор, Мэйс  | 2:22         |
| 8.  | «Standing on the Shore (Hey Today! Remix)»          | Стил, Литтлмор, Мэйс  | 4:46         |
| 9.  | «Walking on a Dream (Ben Watt Remix)»               | Стил, Литтлмор, Слоан | 7:28         |
| 10. | «We Are the People (Shazam Remix)»                  | Стил, Литтлмор, Мэйс  | 5:44         |
| 11. | «Girl»                                              | Литтлмор              | 3:58         |
| 12. | «Etude»                                             | Литтлмор              | 2:27         |

## Чарты
Недельные позиции
| Страна             | Чарт                                                 | Позиция |
| ------------------ | ---------------------------------------------------- | ------- |
| Австралия          | ARIA Charts                                          | 6       |
| Австрия            | Ö3 Austria Top 40                                    | 22      |
| Бельгия (Валлония) | Ultratop                                             | 37      |
| Бельгия (Фландрия) | Ultratop                                             | 27      |
| Великобритания     | UK Albums Chart                                      | 19      |
| Германия           | Media Control Charts                                 | 31      |
| Ирландия           | англ. Irish Albums Chart                             | 17      |
| Италия             | Federazione Industria Musicale Italiana              | 23      |
| Канада             | European Top 100 Albums                              | 62      |
| Нидерланды         | MegaCharts                                           | 70      |
| Новая Зеландия     | Новозеландская ассоциация звукозаписывающих компаний | 37      |
| США                | Billboard 200                                        | 25      |
| Франция            | Syndicat National de l’Édition Phonographique        | 60      |
| Швейцария          | Schweizer Hitparade                                  | 15      |

## Сертификации
| Страна         | Организация | Сертификация  |
| -------------- | ----------- | ------------- |
| Австралия      | ARIA        | 3x платиновый |
| Великобритания | BPI         | золотой диск  |
| Германия       | BVMI        | золотой диск  |
| Ирландия       | IRMA        | золотой диск  |

## Участники записи
- Empire of the Sun — продакшн
- англ. Peter Mayes — инжиниринг, микширование, продакшн
- Debaser — оформление, иллюстрации
- Mike Marsh — мастеринг
- Donnie Sloan — продакшн (2-4, 10)
- Chris Vallejo — дополнительный инжиниринг